# ICANN
«Корпорация по управлению доменными именами и IP-адресами» (Internet Corporation for Assigned Names and Numbers), сокращённо ICANN (читается айкэ́н) — международная некоммерческая организация, созданная 18 сентября 1998 года при участии правительства США для регулирования вопросов, связанных с доменными именами, IP-адресами и прочими аспектами функционирования Интернета. С 1 октября 2016 года — независимая международная организация.

## История
Необходимость выполнять функции распределения и учета сетевых имён и адресов возникла еще на заре Интернета. Впервые с ней столкнулся Джон Постел — аспирант, которого в конце 1960-х годов привлекли к работе над сетью ARPANET, прототипом интернета. В 1983 году при его участии была разработана иерархическая система доменных имен DNS. В 1988 году для распределения адресов была создана некоммерческая «Администрация адресного пространства Интернет» (IANA), которую возглавил Постел. Техническое управление распределением адресов осуществлялось на базе Университета Южной Калифорнии, а заказчиком, как и в случае с APRANET, было министерство обороны США. С 1991 года эту функцию стала исполнять компания Network Solution Inc (NSI), которая в 1995 году получила разрешение взимать плату за регистрацию доменных имен.
В январе 1998 года Джон Постел по собственной инициативе совместно с операторами изменил адрес источника корневой зоны DNS (a.root-servers.net) с сервера в NSI на сервер внутри IANA, чтобы разделить контроль над корневой зоной между неправительственными организациями внутри IANA и четырьмя корневыми серверами DNS, оставшимися в ведении правительств. После этого власти США потребовали от Постела отменить это действие, угрожая «навсегда запретить ему работать с интернетом», и он подчинился. Функционирование DNS не было нарушено в ходе этого эксперимента.
Через неделю после этого Национальное управление по связи и информации Министерства торговли США опубликовало «Предложение для улучшения технического менеджмента интернет-адресов», в котором говорилось о том, что для контроля над корневой зоной DNS следует учредить специальную некоммерческую неправительственную организацию. Постел принял активное участие в создании этой организации и должен был стать её первым техническим директором, но умер в октябре 1998 года.
Корпорация ICANN начала использовать распределённую систему регистрации доменов, которая основана на принципе свободного доступа аккредитованных регистраторов к реестрам доменных имен. Этот шаг положил начало формированию конкурентного доменного рынка. Сегодня в доменных зонах общего пользования работает более 900 аккредитованных регистраторов, благодаря чему количество зарегистрированных доменов значительно возросло и уже превышает 350 миллионов.
В рамках развития системы адресации корпорация ICANN последовательно расширяла список доменов общего пользования. В 1998 году их было всего три (.com, .net, .org). С 2001 года корпорация внедрила доменные зоны .info, .biz, .name, .coop, .museum, .aero, .pro, .travel, .jobs, .cat, .asia, .eu, .mobi, .tel. При этом в ICANN намерены и в дальнейшем следовать политике расширения адресного пространства за счёт создания новых доменов верхнего уровня, в том числе с использованием символов национальных алфавитов.
Заслугой ICANN можно назвать и то, что все принимаемые корпорацией решения предварительно обсуждаются с представителями интернет-сообщества, бизнеса и государственных органов власти различных стран. Это необходимо для обеспечения сбалансированного управления адресным пространством с учётом мнения всех заинтересованных в этом процессе сторон. Обсуждение документов ICANN сегодня проходит в самых различных форматах. В частности, перед утверждением все они доступны для комментариев на сайте организации. Кроме того, корпорация регулярно проводит международные конференции.
ICANN является подрядчиком международного сообщества по исполнению функции IANA без контроля правительств (в первую очередь правительства США), поэтому корпорацию можно считать международной, несмотря на регистрацию в Калифорнии. Офисы ICANN расположены в Лос-Анджелесе, Стамбуле и Сингапуре, а в руководящих органах корпорации есть представители самых разных уголков планеты.
В июле-сентябре 2011 года компания провела масштабное исследование, целью которого было выявление абсолютного количества всей существующей информации в мире, в том числе и абсолютно идентичных файлов, скопированных на разные источники. По результатам исследования, в мире насчитывается порядка 2,56 зеттабайта информации. То же исследование высказало прогноз, что к концу XXI века количество информации будет равно 4,22 йоттабайта.
Также ICANN организует управление DNSSEC через аффилированную компанию Public Technical Identifiers (PTI).